# Filarmónica do Mar Báltico
A Filarmónica do Mar Báltico (anteriormente Baltic Youth Philharmonic) é uma orquestra composta por músicos de países ao redor do Mar Báltico.
O maestro da orquestra é Kristjan Järvi.
A orquestra foi criada em 2008 por iniciativa de Thomas Hummel.
Em 2015 a orquestra foi distinguida com o Prémio Cultural Europeu da Fundação Cultural Europeia 'Pro Europe'.
Em 2016 a orquestra foi nomeada para a Filarmónica do Mar Báltico.
É membro associado da Federação Europeia de Orquestras Juvenis Nacionais.